# Zamek w Castelo Branco
Zamek w Castelo Branco (port: Castelo de Castelo Branco) – średniowieczny zamek w miejscowości Castelo Branco, w Portugalii. Lokalnie ten romański zamek znany jest jako Castelo dos Templário (Zamek Templariuszy). został zbudowany z polecenia króla Alfonsa II w 1214 roku.
Budynek jest klasyfikowany jako Pomnik Narodowy od 1978. 